# Samayapuram
Samayapuram és un poble del districte de Trichinopoly (Tiruchirappalli) a Tamil Nadu a uns 10 km de Tiruchirappalli i unida a la població de Kannanur situada a la part sud. El 1752 quan l'exèrcit francès sota Law es retirava al sud del Kaveri cap a l'illa de Srirangam, el major Lawrence, a proposta de Robert Clive, va decidir dividir el seu exèrcit en dues parts i enviar una al nord de Trichinopoly, per interceptar possibles reforços que s'enviessin des de Pondicherry. Clive va rebre el comandament i a l'abril va ocupar Samayapuram, i van acampar a uns temples, mentre els marathes i les forces de Tanjore acampaven a l'exterior. Dupleix va enviar un destacament des de Pondicherry manat per D'Auteuil que va arribar a Uttattur el dia 14 d'abril; per interceptar-lo Clive va avançar des de Samayapuram cap a Uttattur, on era D'Auteuil, però va haver de tornar a la seva posició inicial. Law, que ara era a Srirangam, es va assabentar de la sortida de Clive de Samayapuram, però no que tornava, i va decidir sorprendre la zona i tallar el camí dels anglesos; va enviar 80 soldats europeus (entre els quals uns 40 desertors anglesos) i 200 sipais però es va trobar amb Clive i en la batalla que va seguir els francesos es van acabar rendint.